# Минарет Йивли

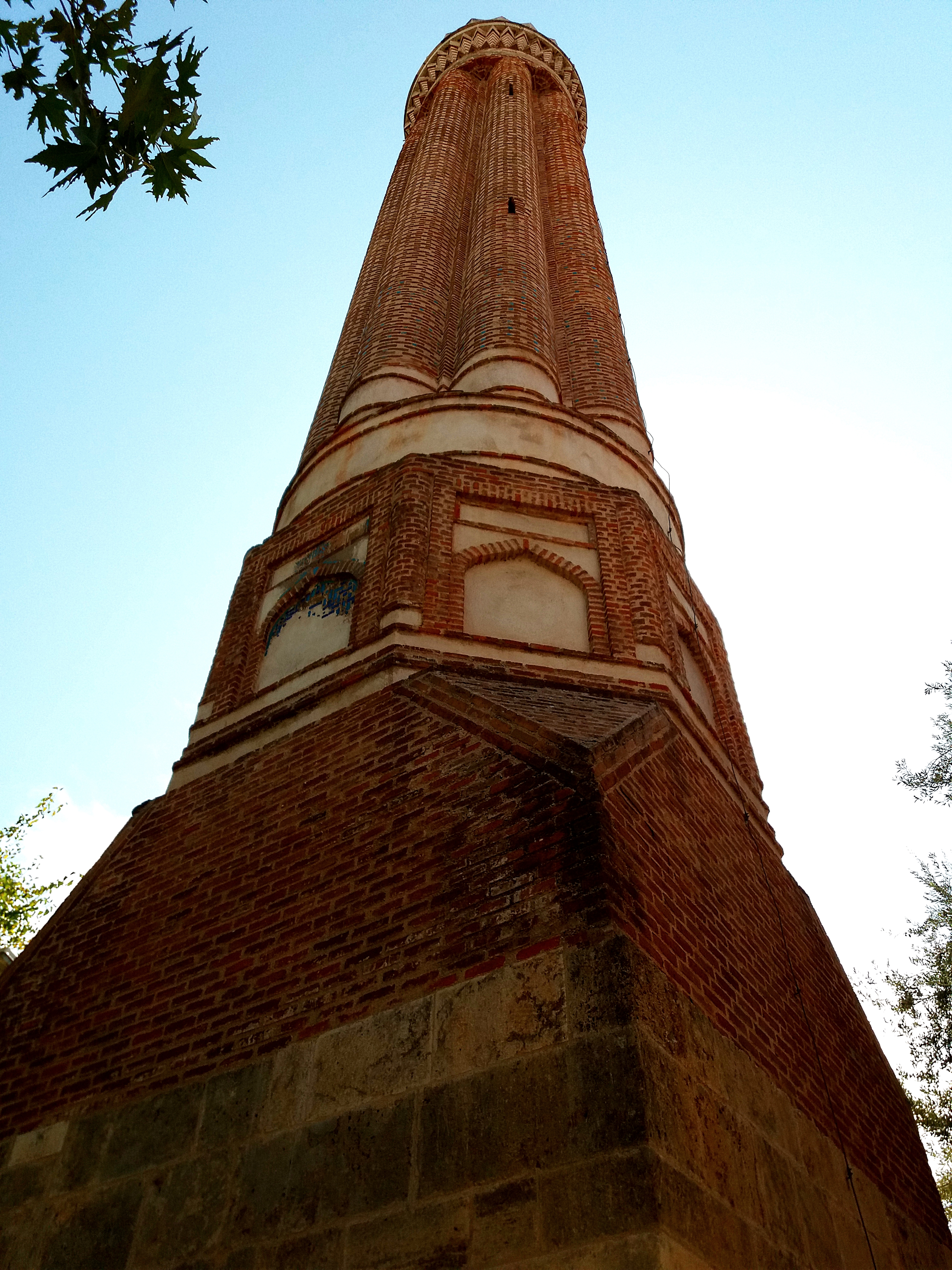
Минарет Йивли

Минарет Йивли (тур. Yivli Minare) также известна, как Алааддин или Великая мечеть (тур. Ulu Camii) — мечеть в Турции; символ города Анталья.
Мечеть была построена в 1230 году и полностью реконструирована в 1373 году. Надпись на минарете сообщает, что его построил сельджукский султан Ала-ад-дин Кей-Кубад I (годы правления 1219—1237). Это один из самых ранних образцов исламской архитектуры в Анталье. Минарет виден практически из любой точки города, и с давних пор является символом города Антальи.
С 2016 года входит в предварительный список объектов всемирного наследия ЮНЕСКО в Турции.

## Конструкция
Так как его конструкция словно «разрезана» кирпичами на отдельные слои и состоит из восьми полуцилиндров, украшенных кирпично-изразцовой мозаикой, минарет получил название «Yivli», что означает «Рифлёный».
Кирпичный минарет расположен к востоку от мечети, на расстоянии четырёх с половиной метров от её юго-восточного угла. Высота минарета 38 метров, наверх по винтовой лестнице ведут 90 ступеней. Возможно, изначально ступеней было 99, по количеству эпитетов бога в исламе.
Минарет стоит на каменном фундаменте квадратного сечения, высота которого 6,5 м, а сторона сечения 5,5 м. Верхние углы фундамента срезаны, то есть сечение башни в верхней точке фундамента является восьмиугольником. Далее следует восьмигранный участок башни, с декоративной нишей на каждой грани. В нишах имеются остатки мозаики из бирюзы и кобальтового стекла. Выше восьмигранного участка находится небольшой участок круглого сечения, слегка меньшего диаметра. Далее следует основной, самый длинный участок башни, сечение которого подобно цветку с восемью полукруглыми лепестками. Этот «рифлёный» участок слегка сужается кверху, на нём покоится второй по счёту участок круглого сечения. После второго круглого участка идут мукарны (элемент в исламской архитектуре, в данном случае — архитектурный поясок под балконом). На мукарнах покоится шерефе (балкон минарета). Над балконом возвышается верхняя часть минарета, имеющая простую цилиндрическую форму. Минарет венчает крытая свинцом коническая крыша. Каменная балюстрада балкона, возможно, является более поздним элементом.
На полу минарета можно увидеть слова Мухаммеда, выведенные бирюзовой и синей красками. Вход в минарет расположен с северной стороны основания. 90 ступеней винтовой лестницы, освещаемой через прорези в стенах минарета, ведут на балкон — шерефе. По всей вероятности, первоначально лестница насчитывала 99 ступеней, каждая из которых напоминала муэдзину 99 имён Бога.